# 格利尼克湖
52°24′41″N 13°5′28″E / 52.41139°N 13.09111°E
格利尼克湖（德語：Glienicker Lake）是一个位于德国柏林州和勃兰登堡州的湖泊，长550米，最大宽度300米，向西汇入哈弗尔河波茨坦段。该湖泊是泰尔托运河的法定起点。

## 名称
格利尼克湖的德文通名为“Lake”，来源于古斯拉夫语，意为小湖或淤积的死水。该湖泊不符合此定义，此通名可能派生于柏林和勃兰登堡州广泛使用的“Lanke”。

## 位置
格利尼克湖的北部是柏林州施泰格利茨-采伦多夫区的万湖镇，东北部和东部是勃兰登堡州波茨坦市巴伯斯贝格区的小格利尼克镇，南部是巴伯斯贝格公园，公园桥将公园和小镇连接起来。湖泊东侧通过400米长的运河与格里布尼茨湖相连，湖泊西侧在格利尼克桥南侧汇入哈弗尔河波茨坦段。哈弗尔河在湖泊西侧分为两岔，干流仍向西南，流经蒂费湖和波茨坦主城区，支流折向西北，流经永费恩湖。

## 历史
格利尼克湖曾经是西柏林和东德的边界，在两德统一之前一直被严格管控。由于柏林墙的阻隔，直到1990年，该湖泊才实现从西柏林向波茨坦方向通航。湖泊现在既是柏林和波茨坦的城市边界，又是柏林州和勃兰登堡州的州界。